# Racconigi-egyezmény
A Racconigi-egyezményt 1909. október 24-én Olaszország és az Orosz Birodalom kötötte a Földközi-tenger térségében kialakult status quo fenntartásáról. 
Az egyezményben Olaszország elismerte Oroszország fennhatóságát a Boszporusz felett, Oroszország pedig elismerte Olaszország fennhatóságát a líbiai Tripolitánia és Cyrenaica tartományok felett.  